# Борго-Тичино
Борго-Тичино (итал. Borgo Ticino) — коммуна в Италии, располагается в регионе Пьемонт, в провинции Новара.
Население составляет 4500 человек (2008 г.), плотность населения составляет 296 чел./км². Занимает площадь 13 км². Почтовый индекс — 28040. Телефонный код — 0321.
В коммуне 15 августа особо празднуется Успение Пресвятой Богородицы. Покровителем населённого пункта считается святой Рох.

## Демография
Динамика населения:

## Администрация коммуны
- Официальный сайт: http://www.comuneborgoticino.it/